# Port lotniczy Boulsa
Port lotniczy Boulsa – port lotniczy położony w Boulsie, w Burkinie Faso.